# ایستون (اجتماع)، ویسکانسین
ایستون (به انگلیسی: Easton) یک منطقهٔ مسکونی در ایالات متحده آمریکا است که در شهرستان ادامز، ویسکانسین واقع شده‌است. ایستون ۲۸۱٫۰۳ متر بالاتر از سطح دریا واقع شده‌است.